# Kemashi-Zone
Die Kemaschi-Zone ist eine der drei Zonen der Region Benishangul-Gumuz in Äthiopien.
Die Kemaschi-Zone umfasst einen Teil des südlichen Ufers des Blauen Nils und des Tals des Didessa-Flusses. Die Zone grenzt im Süden und Osten an die Region Oromia, im Westen an die Region Asosa und den Sudan und im Norden an Metekel und die Region Amhara, die am anderen Ufer des Blauen Nils liegen. Die ethnische Mehrheit in diesem Gebiet ist das Volk der Gumuz, wobei es auch bedeutende Minderheiten von Oromo und Amhara gibt.
In der Kemaschi-Zone leben über 100.000 Menschen.

## Verwaltungsgliederung
Die Zone besteht aus fünf Woredas:
- Agalo Mite
- Belo Jegonfoy
- Kamashi
- Sirba Abbay
- Yaso